# 마리아 페클리
마리아 페클리(영어: Maria Pekli, 헝가리어: Pekli Mária 페클리 마리어[*], 1972년 6월 12일~)는 오스트레일리아의 유도 선수이다. 2000년 하계 올림픽에서 여자 엑스트라라이트급 동메달을 획득했으며 세계 선수권 대회에서 동메달 1개를 획득했다.